# Columbia River
Der Columbia River ist ein 1953 Kilometer langer Fluss im westlichen Nordamerika. Er ist der wasserreichste aller nordamerikanischen Flüsse, die in den Pazifischen Ozean münden. Mit seinem linken Nebenfluss, dem Snake River, zusammen hat er eine Länge von 2240 km. Sein Einzugsgebiet umfasst 668.217 km², wovon etwa 15 % innerhalb Kanadas liegen.
Der Fluss ist nach dem Schiff Columbia Rediviva des US-amerikanischen Kapitäns Robert Gray benannt, der am 11. Mai 1792 als erster Weißer den Columbia River hinauffuhr. Gray reiste in den pazifischen Nordwesten, um mit Fellen zu handeln. Die Lewis-und-Clark-Expedition erreichte 1805 vom Osten auf dem Landweg die Mündung des Flusses. Der Columbia River wurde 1814 erstmals vollständig von David Thompson kartografiert. Von den 1820er Jahren bis in die 1840er Jahre folgte der York Factory Express, eine Handelsroute der Hudson’s Bay Company zwischen der York Factory an der Hudson Bay und dem Fort Vancouver, abschnittsweise dem Flusslauf.

## Geographie
Die Quelle des Columbia River liegt in der kanadischen Provinz British Columbia; er fließt durch den mittleren Osten des US-Bundesstaates Washington. Auf den letzten 480 Kilometern vor seiner Mündung bildet der Flusslauf die Grenze zwischen den US-Bundesstaaten Washington und Oregon. Das erweiterte Einzugsgebiet erstreckt sich über die Staaten Montana und Idaho. Bei Astoria mündet der Columbia in den Pazifik. Der Columbia ist der größte Fluss der Region Pazifischer Nordwesten.
Er ist einer von drei Flüssen, die das System aus Küstengebirgen entlang der nordamerikanischen Pazifikküste durchbrechen, und stellt so eine Verbindung aus dem Inneren des Kontinents zur Küste her. Der rund 80 km lange Flussabschnitt durch die Kaskadenkette wird Columbia River Gorge genannt. An dieser Engstelle liegt auch der Bonneville-Staudamm.

### Lauf und Einzugsgebiet
Mit einer Abflussmenge von etwa 7500 m³/s im Jahresdurchschnitt ist der Columbia River der größte Fluss Nordamerikas, der in den Pazifischen Ozean mündet und der viertmächtigste Fluss in den Vereinigten Staaten; hinsichtlich der Größe des Einzugsgebietes liegt der Fluss an sechster und bezüglich der Länge an zwölfter Stelle. Die höchste je aufgezeichnete Abflussmenge bei The Dalles, Oregon, betrug am 6. Juni 1894 35.113 m³/s. Von seinem Quellgebiet bis zum Pazifik hat der Fluss eine Länge von 1953 km. Er entwässert ein Gebiet von 668.217 km². Darin eingeschlossen sind nahezu der vollständige Bundesstaat Idaho und große Teile von British Columbia, Oregon und Washington, aber auch kleinere Gebiete der umliegenden Bundesstaaten.
Etwa 85 % des Beckens und 1199 km seiner Länge liegen innerhalb der Vereinigten Staaten.
Der Columbia Lake in 820 m Höhe und die angrenzenden Columbia Wetlands bilden das Quellgebiet im südlichen Rocky Mountain Trench, einem breiten, tiefen und sehr langen glazialen Tal zwischen den Canadian Rockies und den Columbia Mountains in British Columbia. Auf den ersten 320 km strömt der Fluss entlang des Grabens nach Nordwesten und durchfließt so Windermere Lake und die Stadt Invermere – diese Region wird in British Columbia als Columbia Valley bezeichnet – und dann über Golden in den Kinbasket Lake. Er umrundet das nördliche Ende der Selkirk Mountains und schwenkt dann abrupt südwärts durch eine Region, die als Big Bend Country bekannt ist. Er fließt durch den Lake Revelstoke und die Arrow Lakes; Revelstoke Lake, das Big Bend Country und das Columbia Valley werden in Kanada als  Columbia Country bezeichnet. Unterhalb der Arrow Lakes passiert der Columbia River Castlegar – an der Mündung des Kootenay Rivers gelegen – und Trail, die beiden Zentren der Region West Kootenay. Der Pend Oreille River verbindet sich mit dem Columbia River etwa 3 km nördlich der Grenze zwischen Kanada und den Vereinigten Staaten.

Im Osten des Bundesstaates Washington folgt der Columbia River zunächst einer südwestlichen Richtung, wobei er die südliche und östliche Grenze der Colville Indian Reservation sowie die westliche Grenze der Spokane Indian Reservation bildet, bevor er sich nach Süden und schließlich in der Nähe der Mündung des Wenatchee River nach Südosten wendet. Dieser C-förmige Abschnitt des Flusses wird auch als Big Bend – der große Knick – bezeichnet. Während der Missoula-Fluten nahm das Wasser eine direktere Route nach Süden und formte dadurch die Grand Coulee. Später fand der Fluss seinen heutigen Lauf und die Grand Coulee fiel trocken. Der Bau des Grand Coulee Dam in der Mitte des 20. Jahrhunderts staute den Fluss zurück und in dem früheren Bett entstand Banks Lake.
Der Fluss strömt am The Gorge Amphitheatre vorbei, einem vielgenutzten Konzertgebäude im Pazifischen Nordwesten, und passiert das Schutzgebiet Hanford Reach National Monument und die historischen und heutigen Kernkraftwerke von Hanford Site. Der Hanford Reach, zwischen dem Priest Rapids Dam und den Tri-Cities, ist – mit Ausnahme seines Ästuars – der einzige Abschnitt in den Vereinigten Staaten, in welchem der Fluss nicht gestaut ist. Bei den Tri-Cities mündet der Snake River ein. Schließlich macht den Fluss einen scharfen Knick nach Westen und bildet für den Rest seines Laufes die Grenze zwischen Washington und Oregon.
Zwischen The Dalles und Portland schneidet der Fluss durch die Kaskadenkette. Lediglich drei Flüsse – die beiden anderen sind der Klamath River im Süden Oregons und der Pit River im nördlichen Kalifornien – durchbrechen diesen Gebirgszug. Die Columbia River Gorge zeichnet sich durch ihre starken und stetigen Winde, ihre Schönheit und ihre Bedeutung als Verkehrsweg aus.
Der Fluss ändert zwischen Portland und Vancouver (Washington) seine Richtung abermals. Von der Mündung des Willamette Rivers an nach Nord-Nordwesten gerichtet sinkt seine Fließgeschwindigkeit, wodurch er Sedimente ablädt. Der Columbia River entleert sich unterhalb von Astoria in den Pazifischen Ozean. Der Columbia Bar, eine wandernde Sandbank am Übergang zum offenen Meer, macht die Flussmündung zu einem der am schwierigsten zu navigierenden Seeschifffahrtswege der Welt.

### Wichtigste Nebenflüsse
Die mächtigsten Zuflüsse des Columbia:
| Zufluss                   | Abflussmenge* |
| ------------------------- | ------------- |
| Snake River               | 1611          |
| Willamette River          | 1010          |
| Kootenay River (Kootenai) | 867           |
| Pend Oreille River        | 788           |
| Cowlitz River             | 261           |
| Spokane River             | 190           |
| Deschutes River           | 170           |
| Lewis River               | 136           |
| Yakima River              | 100           |
| Wenatchee River           | 91            |
| Okanogan River            | 86            |
| Kettle River              | 83            |
| Sandy River               | 64            |

* Abflussmenge im Jahresdurchschnitt, m³/s

## Geologie

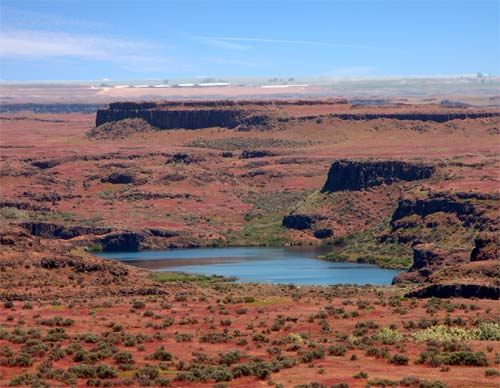
Drumheller Channels, die zu den Channeled Scablands gehören.

Die vulkanische Aktivität in der Region kann bis zu 40 Millionen Jahre zurückverfolgt werden. Das landschaftsprägende Ereignis in der Zeit zwischen 17 und 14 Millionen Jahren vor heute war der Ausfluss großer Lavamengen, die den Columbia-Plateaubasalt schufen, eine fast zwei Kilometer mächtige Schicht von Basalt. Sie hat die vom Fluss durchströmte Landschaft in weiten Teilen geprägt. Während des Pleistozäns (die Zeit vor der letzten Eiszeit vor zwei Millionen bis vor 700.000 Jahren) durchbrach der Fluss die Kaskadenkette und bildete die Columbia River Gorge.
Das Einzugsgebiet des Flusses erlebte gegen Ende der letzten Eiszeit eine der größten bekannten Fluten. Das periodische Brechen von Eisbarrieren des glazialen Lake Missoula führte zu Abflussmengen, die teilweise zehnmal so hoch lagen wie diejenigen aller derzeit existierenden Flüsse der Welt zusammen. Diese Vorgänge ereigneten sich über einen Zeitraum von mehr als tausend Jahren etwa vierzig Mal.

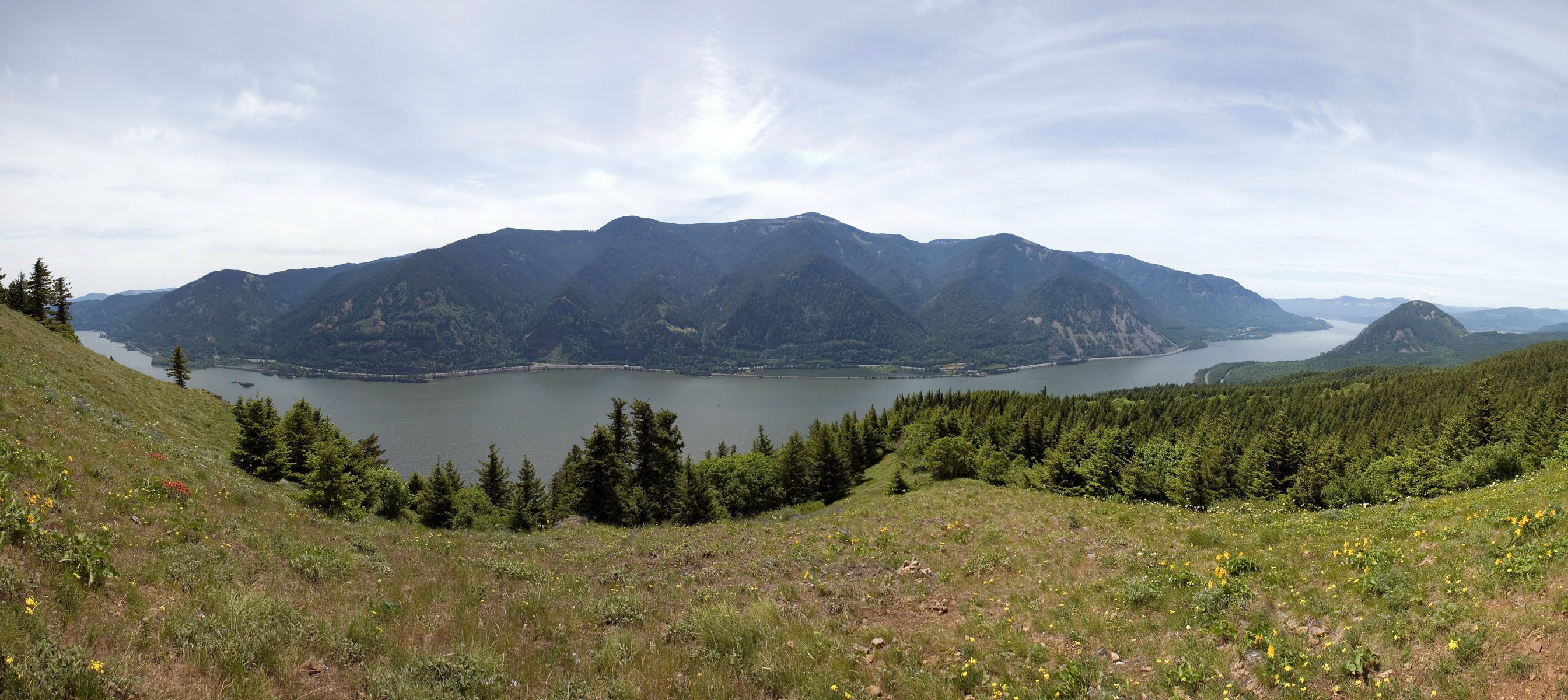
Columbia River Gorge vom Dog Mountain, Washington aus gesehen.

Die Wasserstände reichten nach Schätzungen während dieser Missoula-Fluten an der Wallula Gap 380 m, am Bonneville Dam 250 m und über dem heutigen Portland, Oregon 120 m über das heutige Niveau. Die periodische Überflutung des unteren Columbia River Plateaus lagerte dort große Mengen Sedimente ab und trug zur Fruchtbarkeit des Bodens bei, der Grundlage für die heutige Landwirtschaft ist. Diese Fluten bildeten auch einige ungewöhnliche geologische Formationen, etwa die Channeled Scablands im östlichen Washington.
In geologisch jüngerer Vergangenheit wurde der Flusslauf durch einen Bergsturz am nördlichen Ende der Columbia River Gorge gestaut, vermutlich im Jahr 1700 infolge eines Erdbebens. Dieses Ereignis wird als „Brücke der Götter“ bezeichnet. Das Flussbett des Columbia Rivers wurde dabei völlig verschüttet und blockierte den Abfluss, bis nach einiger Zeit das steigende Wasser sich einen Weg bahnte und schließlich die Sperre wegspülte. 1980 lagerte der Ausbruch des Mount St. Helens große Mengen Sedimente am Unterlauf ab, wodurch die Fahrrinne bis zu 8 m Tiefe einbüßte.

## Staudämme

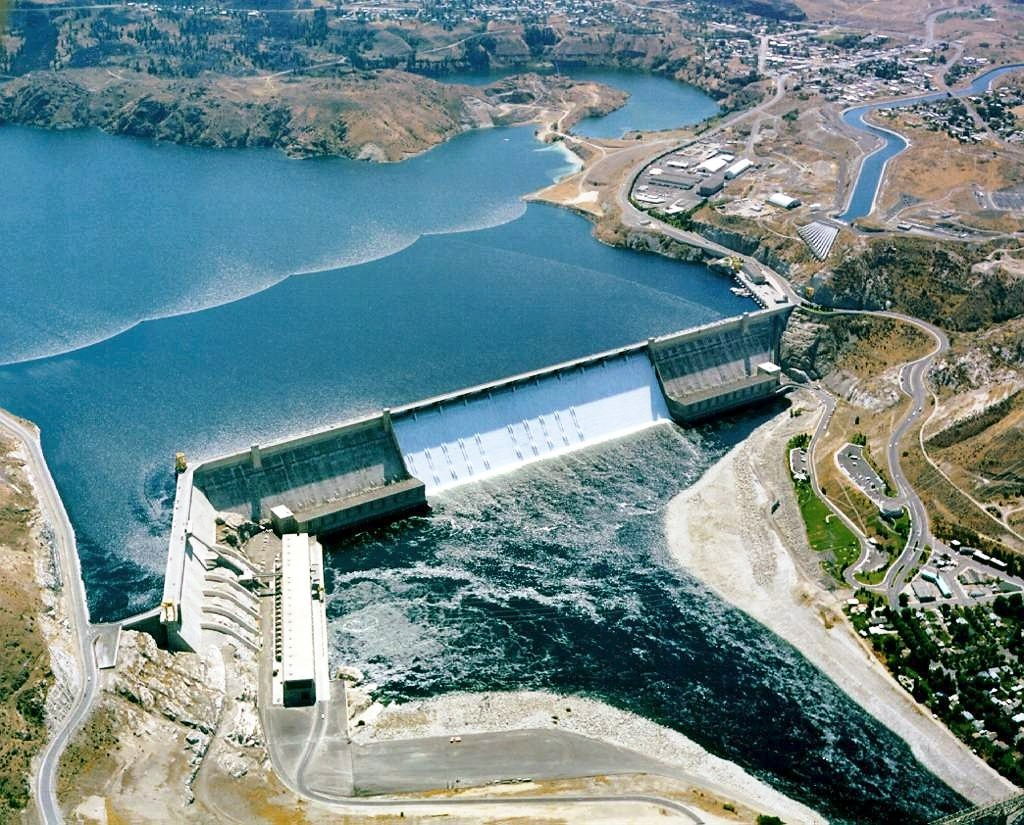
Staumauer des Grand Coulee Dam.

Zu Beginn des 20. Jahrhunderts wurden die Schwierigkeiten bei der Schifffahrt auf dem Fluss als Hindernis für die wirtschaftliche Entwicklung der Region östlich der Kaskadenkette betrachtet. Der folgende Bau von Staudämmen und das Ausbaggern einer Fahrrinne haben den Fluss für immer verändert.
Der einst wilde und an Lachsen reiche Fluss wird heute von Staudämmen zur Stromerzeugung und zur Kontrolle von Überschwemmungen eingedämmt. Im Osten wird das Wasser auch zur Bewässerung verwendet. Die natürliche Lachswanderung wird dadurch weitgehend eingeschränkt und soll demnächst teilweise wiederhergestellt werden. Das im Rahmen des New Deal verwirklichte Elektrifizierungs- und Staudammprojekt (vor allem die Grand-Coulee-Talsperre) wurde u. a. durch Woody Guthrie vertont; das Lied „Roll On Columbia“ ist dem Columbia River gewidmet.
Zu den Staudämmen am Columbia gehören:
- in Kanada:

1. Mica-Staudamm (Kinbasket Lake)
2. Revelstoke-Talsperre (Revelstoke Lake)
3. Keenleyside Dam
4. Duncan Dam

- in den Vereinigten Staaten:

1. Grand-Coulee-Talsperre in Washington (Franklin Delano Roosevelt Lake)
2. Bonneville Dam in Nord-Oregon bzw. Süd-Washington
3. The-Dalles-Talsperre ebenfalls in Nord-Oregon und Süd-Washington

Der längste unverbaute Abschnitt sind die rund 80 km des Hanford Reach im Hanford Reach National Monument, in Benton County, Washington. Hier laichen rund 80 % aller Königslachse des oberen Columbia-River-Systems.

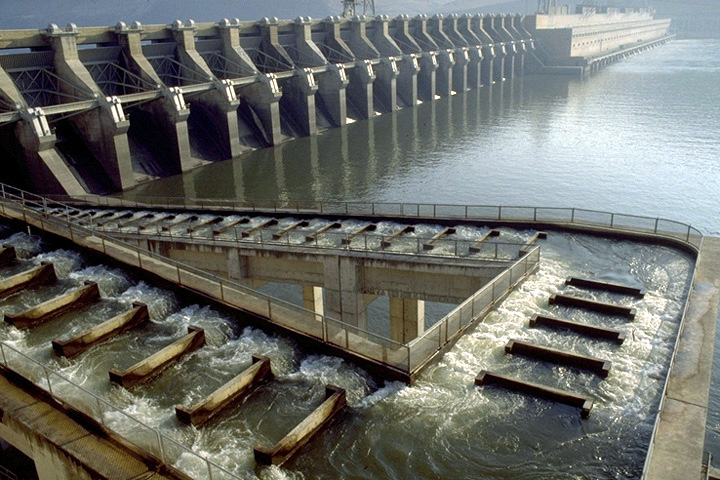
Fischtreppe am John Day Dam. Dieser Staudamm wird als fish killer bezeichnet, da auf den Abschnitt durch sein Staubecken die höchste Mortalität unter Lachs-Jungfischen am Columbia River entfällt.

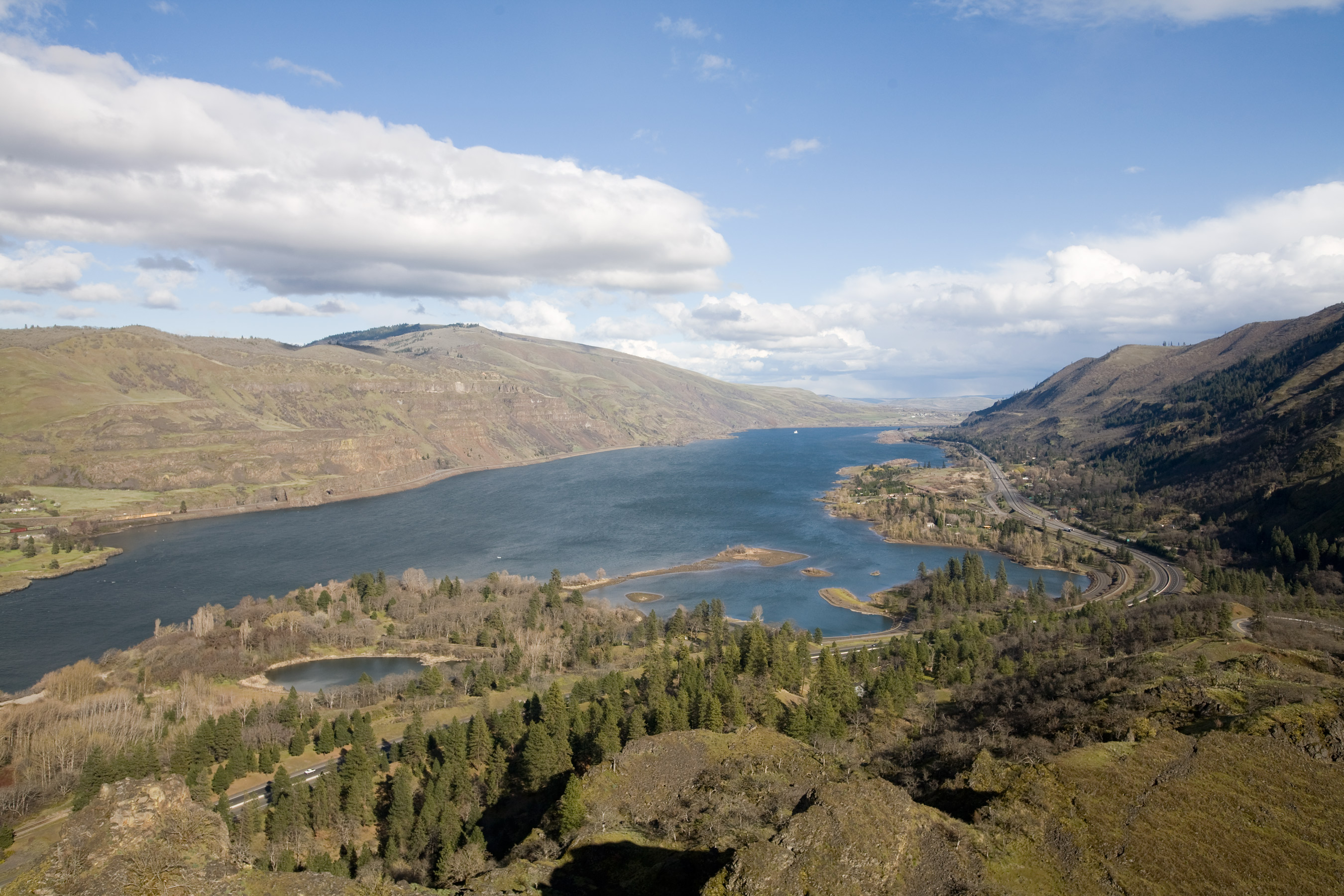
Die Staudämme haben den Columbia River zu einer Serie von stehenden Becken gemacht, so wie dieses zwischen den Staudämmen Bonneville und The Dalles.

1902 wurde das United States Bureau of Reclamation gegründet, um die wirtschaftliche Entwicklung der ariden Staaten im Westen der Vereinigten Staaten zu fördern. Eines seiner wichtigsten Unternehmungen war der Bau des Grand Coulee Dams zum Zwecke der Bewässerung einer Fläche von 600.000 Acre des Columbia Basin Project im Zentrum des Staates Washington. Mit dem Beginn des Zweiten Weltkrieges änderte sich der Schwerpunkt der Staudammkonstruktion von der Bewässerung hin zur Erzeugung von Wasserkraft, Bewässerungsmaßnahmen gewann erst in der Nachkriegszeit wieder an Bedeutung.
Der Ausbau des Flusses erfolgt im Rahmen des International Boundary Waters Treaty zwischen den Vereinigten Staaten und Kanada von 1909. Während der 1960er Jahre unterzeichneten beide Staaten den Columbia River Treaty. Kanada willigte in den Bau von drei Staudämmen in British Columbia und die Speicherung des Wassers ein, und die Vereinigten Staaten stellten im Gegenzug die Hälfte des dadurch erzielten Zuwachses der Energieerzeugung am Columbia River zur Verfügung. Kanadas Verpflichtung umfasst zwei Stauseen am Columbia River und einen am Duncan River; der letzte davon wurde 1973 fertiggestellt.

„Dieser Fluss ist vielleicht von Göttern geschaffen worden, vielleicht durch Gletscher oder die Reste eines Binnenmeeres oder die Erdanziehung oder durch eine Kombination von all dem, aber das Army Corps of Engineers kontrolliert ihn heute. Der Columbia River steigt und fällt nicht dem Diktat der Gezeiten oder der Regenfälle folgend, sondern folgt einem computergesteuerten, gesetzlich geregelten, föderal festgelegten Plan, der nur geändert wird, wenn wesentliche Rechtsstreite beigelegt werden oder ein Senator der Vereinigten Staaten sich seiner Wiederwahl nähert. In diesem Sinne ist er verlässlich.“

Heute gibt es am Hauptarm des Columbia Rivers 14 Staudämme (drei davon in Kanada und elf in den Vereinigten Staaten). Vier davon und vier weitere am Unterlauf des Snake Rivers verfügen über Schifffahrtsschleusen, um Schiffen und Schubverbänden die Fahrt vom Ozean bis nach Lewiston, Idaho zu ermöglichen. Insgesamt gibt es im Flusssystem des Columbia Rivers mehr als 400 Staudämme. Diese dienen nicht nur zu Energieerzeugung und Bewässerung, aber auch dem Hochwasserschutz, der Schiffbarkeit, der Wasserstandskontrolle, der Trinkwasserversorgung und der Gewinnung öffentlichen Landes und der Indianerreservationen.
Die größeren Talsperren in Washington und Oregon gehören der Bundesregierung der Vereinigten Staaten (teilweise dem Army Corps of Engineers und teilweise dem Bureau of Reclamation), die kleineren Anlagen werden durch öffentliche Versorgungsunternehmen und private Energieerzeuger betrieben. Die bundeseigenen Einrichtungen bezeichnet man als Federal Columbia River Power System, wozu 31 Staudämme am Fluss und seinen Nebenflüssen gehören. Dieses System hat den saisonalen Durchfluss des Flusses geändert, um dem größeren Bedarf an elektrischer Energie in den Wintermonaten Rechnung zu tragen. Zu Beginn des 20. Jahrhunderts entfielen 75 % des jährlichen Abflusses des Flusses auf die Monate April bis September. Um 1980 war der Anteil der Sommermonate auf rund 50 % gesunken, wodurch der jahreszeitliche Einfluss praktisch eliminiert wurde.
Der Bau der Staudämme hat Landschaft und Ökosystem am Fluss dramatisch geändert. Einst gehörte das Columbia-River-Flusssystem zu den ertragreichsten Fanggründen von Lachsen in der Welt. Früher ertragreiche Fangplätze, am bekanntesten davon sind die Celilo Falls im östlichen Teil der Columbia River Gorge, haben im letzten Jahrhundert einen deutlichen Abfall des Fangs von Lachsen zu verzeichnen. Die Populationen der Fische wurden bedrohlich reduziert, obwohl an manchen Staudämmen Fischtreppen eingerichtet wurden, um die Fischwanderung zu den Laichplätzen zu ermöglichen. Am Chief Joseph Dam gibt es keine solche Fischtreppe und deswegen ist dort die Fischwanderung zur oberen Hälfte des Flusssystems völlig blockiert.
In den 2010er Jahren hatten Naturschutzverbände Erfolg mit Klagen vor Bundesgerichten. Die Bonneville Power Administration wurde verpflichtet, im Einzugsgebiet des Flusses neue Lebensräume, insbesondere Laichgebiete, als Ausgleich für die Eingriffe durch den Staudammbau zu schaffen. In Zusammenarbeit mit Naturschutzorganisationen, den lokalen Indianervölkern und dem United States Army Corps of Engineers wurden Flächen zur Renaturierung angekauft. Der bis dahin größte Ankauf ist 2012 eine 372 ha große, ehemalige Farm am Unterlauf bei St. Helens, Oregon die so gelegen ist, dass der Deich zurückverlegt werden kann und so rund 200 ha wiedervernässt und dem Hochwasserregime des Flusses übergeben werden können.

## Erforschung des Flusses

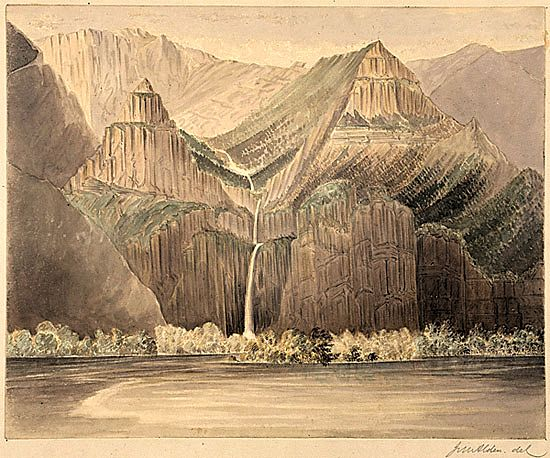
Multnomah Falls, Gemälde von James W. Alden (1857).

Es gibt einige Hinweise, dass spanische Schiffbrüchige 1679 das Ufer erreichten und mit den Clatsop handelten; ob diese tatsächlich die ersten Europäer waren, die den Columbia River sahen, weiß man nicht.
Der erste nachgewiesene Europäer, dessen Auge 1775 die Mündung des Columbia Rivers erblickte, war Bruno de Heceta. Auf Rat seiner Offiziere beschloss er, den Flusslauf nicht zu erkunden, da die Strömung stark und seine Mannschaft unterbesetzt war. Er kam zum Schluss, dass es sich um eine Bucht handelte, die er Ensenada de Asunción nannte. Spätere spanische Karten, die auf seinen Erkundungen basierten, zeigen einen Fluss, den Rio de San Roque oder eine Meeresöffnung, die Entrada de Hezeta.
Aufgrund von Hecetas Berichten suchte der Pelzhändler und Kapitän John Meares 1788 nach dem Fluss, interpretierte jedoch die Strömungen falsch und schloss daraus, dass der Fluss nicht existiere. George Vancouver von der britischen Royal Navy segelte im April 1792 an der Mündung vorbei und beobachtete einen Wechsel in der Farbe des Wassers, verließ sich jedoch auf Meares und setzte seine Reise nach Norden fort. Im gleichen Monat traf er in der Juan-de-Fuca-Straße den US-amerikanischen Seefahrer Robert Gray, der ihm berichtete, dass er die Einfahrt zu einer Flussmündung gesehen habe und beabsichtige, in diese einzufahren.
Gray kehrte nach Süden zurück und war am 12. Mai 1792 der erste Erforscher, der den Fluss befuhr. Grays Pelzhandelsmission wurde von Kaufleuten aus Boston in Oregon finanziert, die ihn mit einem Kauffahrtschiff namens Columbia Rediviva ausstatteten; das Schiff war am 18. Mai 1792 der Namensgeber für den Fluss. Gray verbrachte neun Tage in der Nähe der Flussmündung und verließ dann die Gegend. Während dieser Zeit hatte er als entferntesten Punkt eine Stelle etwa 20 Kilometer von der Flussmündung erreicht. Grays Entdeckung bildete später die Grundlage für die Ansprüche der Vereinigten Staaten auf das Oregon Country, auf das sich ebenso Russland, Großbritannien, Spanien und einige andere Nationen Hoffnung machten.
Im Oktober 1792 schickte George Vancouver Leutnant William Robert Broughton, seinen Zweiten Offizier den Fluss hinauf. Broughton segelte einige Meilen flussaufwärts und setzte die Erkundung dann in Beibooten fort. Er fuhr bis zur Columbia River Gorge hinauf, etwa 160 km oberhalb der Mündung. Er sichtete und benannte Mount Hood und Point Vancouver in der Nähe der heutigen Stadt Vancouver. Broughton nahm den Fluss formell für das Königreich Großbritannien in Besitz, einschließlich seines Einzugsgebietes und des anliegenden Küstenstreifens. Gray hatte es versäumt, einen ähnlichen Schritt im Namen der Vereinigten Staaten zu unternehmen.

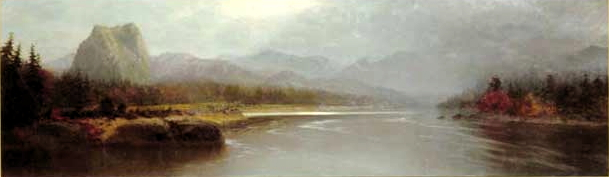
Columbia River, Cascade Mountains, Oregon von Vincent Colyer (Öl auf Leinwand, 1876). Beacon Rock ist links zu erkennen.

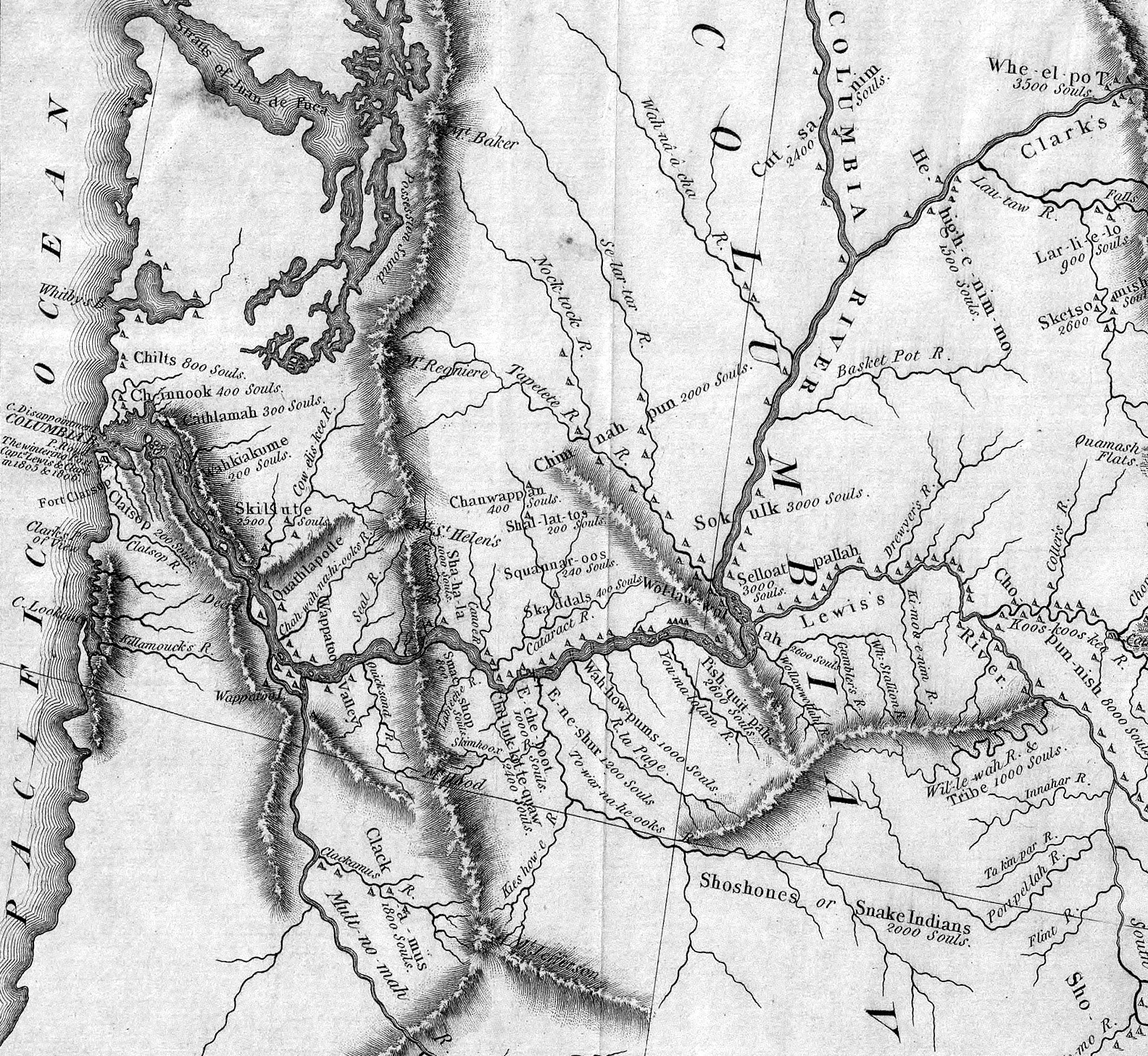
Detail der Karte der Lewis-und-Clark-Expedition. Der Willamette River ist als „Multnomah“ dargestellt, der Snake River trägt den Namen „Lewis’s River“.

Forscher haben lange über die Existenz einer Nordwest-Passage spekuliert oder ob ein großer Fluss den Atlantischen Ozean mit dem Pazifik verbindet, und manche Kartographen haben eine solche Verbindung auf ihren Karten abgebildet. Der Columbia River befindet sich auf demselben Breitengrad wie das Quellgebiet des Missouri Rivers, und man leitete daraus ab, das Gray und Vancouver die gesuchte Nordwest-Passage entdeckt hatten. Eine britische Karte von 1798 zeigte eine gepunktete Verbindungslinie vom Columbia River zum Missouri River. Die amerikanische Expedition von Meriwether Lewis und William Clark erkundete 1803–1805 das bis dahin unbekannte Land im amerikanischen Westen und fand keine Verbindung zwischen beiden Flüssen. Nachdem Lewis und Clark die Rocky Mountains überquert hatten, bauten sie Kanus aus ausgehöhlten Baumstämmen, mit denen sie den Snake River hinunterfuhren und den Columbia River erreichten. Sie erforschten den Fluss einige Kilometer aufwärts bis zu Bateman Island, bevor sie den Columbia River hinabfuhren. An dessen Mündung beendeten sie ihre Expedition und gründeten Fort Clatsop.
Der kanadische Entdecker David Thompson von der North West Company verbrachte den Winter 1807/1808 im heutigen Invermere in der Nähe der Quelle des Columbia Rivers in British Columbia. 1811 reiste er den Fluss bis zum Pazifischen Ozean hinab und war somit der erste weiße Amerikaner, der den Fluss in seiner vollen Länge bereiste. Er erreichte die Mündung, kurz nachdem John Jacob Astors Fellhandelsfirma Astoria gründete.
1825 gründete der Arzt John McLoughlin Fort Vancouver (das heutige Vancouver, Washington) im Namen der Hudson’s Bay Company am Ufer des Flusses. Das Fort diente als Hauptquartier des Fellhandels im Columbia District und war damals die größte Ansiedlung Weißer im Pazifischen Nordwesten. Jedes Jahr fuhren Schiffe von London über den Indischen und den Pazifischen Ozean bis nach Vancouver, um Ausrüstung und Versorgungsmittel abzuliefern und gegen Pelze einzutauschen. Das Fort entwickelte sich so zur letzten Möglichkeit für die Siedler auf dem Oregon Trail, Vorräte zu beschaffen. Aufgrund des Zugangs zum Columbia River erstreckte sich der Einfluss von Fort Vancouver auf das Gebiet von Alaska bis Kalifornien und von den Rocky Mountains bis nach Hawaii.
Die ersten Frankokanadier der North West Company nannten der Fluss Ouragan (deutsch: „Orkan“), was eine von mehreren plausiblen Ursprüngen für das Toponym Oregon ist.
Die Vereinigten Staaten und Britisch-Nordamerika vereinbarten 1818 die gemeinsame Besiedlung des Oregon-Gebietes. Die US-Amerikaner blieben im Allgemeinen südlich des Flusses, während die Briten das Gebiet im Norden besiedelten. Der Flusslauf galt während des späteren Oregonstreits als mögliche Grenzlinie; der Oregon-Kompromiss von 1846 legte jedoch den 49. Breitengrad als Grenze zwischen den Vereinigten Staaten und Kanada fest. Der Flusslauf bestimmte allerdings später den Großteil der Grenze zwischen den US-Territorien Oregon und Washington. Oregon wurde 1857 Bundesstaat der Vereinigten Staaten und Washington folgte 1889.

## Schifffahrt

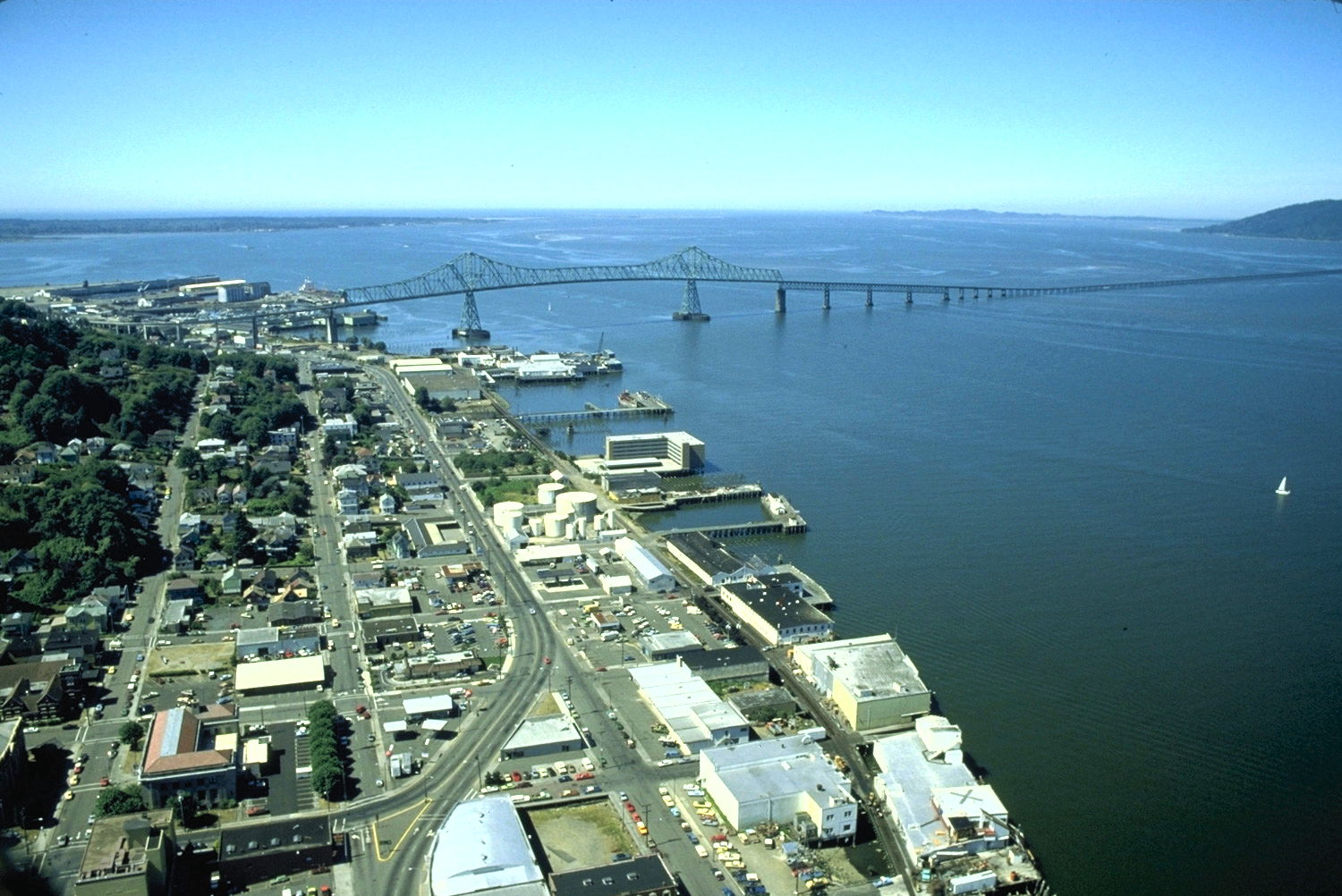
Die Mündung des Columbia Rivers unterhalb von Astoria. Schiffe müssen den trügerischen Columbia Bar passieren (am Horizont, nicht sichtbar), um vom Meer in den Fluss zu gelangen.

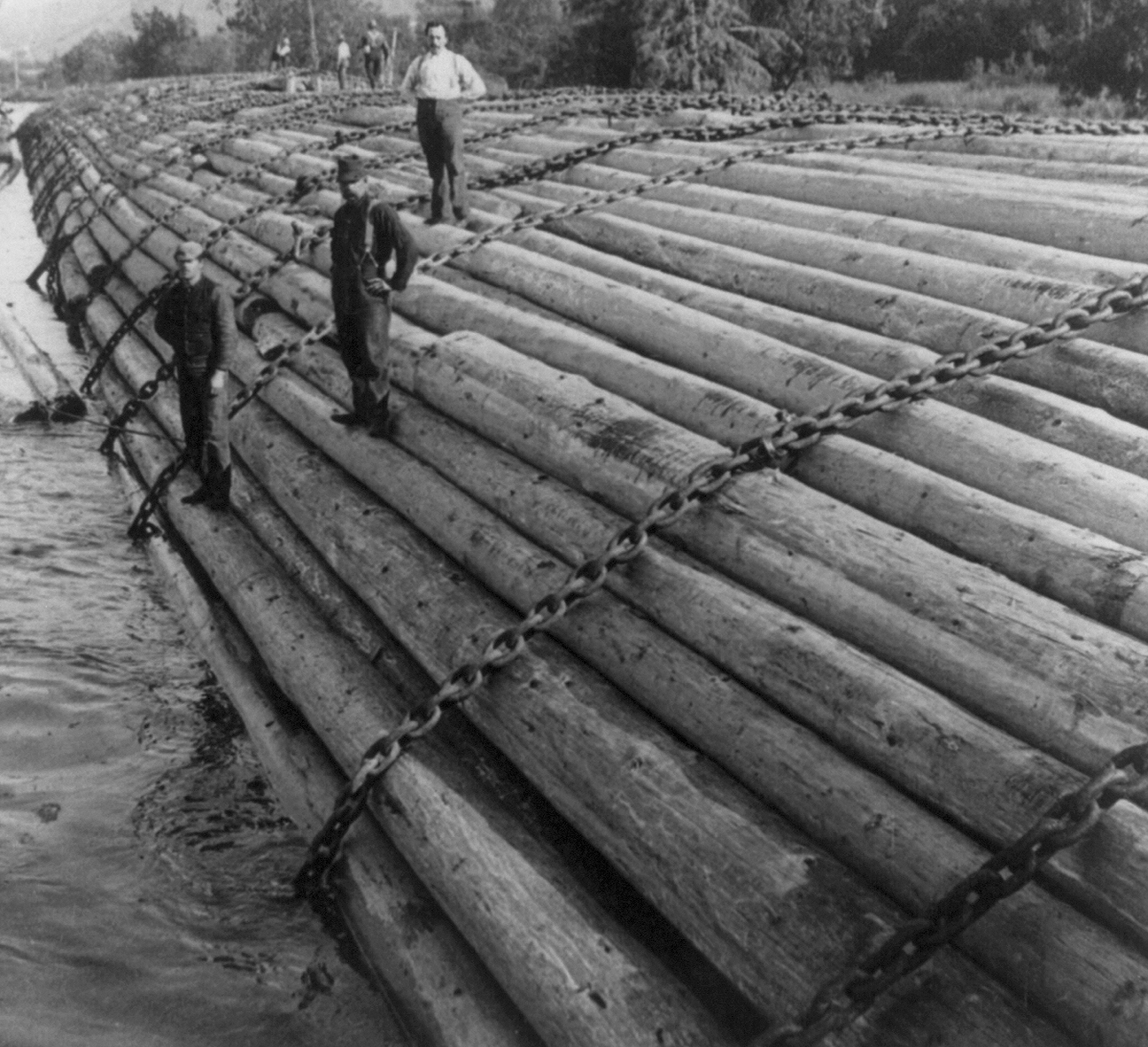
Ein riesiges Floß aus Baumstämmen, das die innerhalb eines Jahres in einem Holzfällerlager eingeschlagenen Stämme umfasst (Aufnahme von 1902).

Die Seefahrer Robert Gray und George Vancouver hatten zwar 1792 bewiesen, dass es möglich war, die Sandbank an der Mündung des Flusses zu passieren, aber die navigatorischen Schwierigkeiten durch dieses Hindernis sind auch noch in heutiger Zeit ein aktuelles Problem. Trotz moderner Wasserbaumaßnahmen, die den Lauf an der Mündung des Flusses veränderten, machen die starke Strömung und Veränderlichkeit der Sandbänke die Fahrt zwischen dem Fluss und dem offenen Ozean zu einer Herausforderung.
Der Einsatz von Dampfschiffen begann am Columbia River um das Jahr 1850 und trug damit zur schnellen Besiedlung und zur wirtschaftlichen Entwicklung der Region bei. Die Dampfschiffe verkehrten an verschiedenen Flussabschnitten: am Unterlauf zwischen dem Pazifischen Ozean und den Cascades Rapids, zwischen Celilo Falls und der Mündung des Snake Rivers; auf dem Wenatchee Reach im Osten Washingtons, auf den Arrow Lakes in British Columbia und auf verschiedenen Nebenflüssen, wie etwa dem Willamette River oder dem Snake River sowie auf dem Kootenay Lake. Eisenbahnen verbanden die einzelnen Dampfschiffsverbindungen, wo diese am Unterlauf durch Wasserfälle unterbrochen waren.

### Passage bis nach Lewiston
Schon 1881 schlugen Industrielle vor, den natürlichen Flusslauf zu modifizieren, um die Schiffbarkeit zu verbessern. Diese Wasserbaumaßnahmen umfassen den Bau von Molen an der Flussmündung, das Ausbaggern des Flussbetts sowie den Bau von Schleusen und eines Kanals. Heute können Ozeanschiffe bis nach Portland fahren und die Schifffahrt ist über den Snake River bis Lewiston, Idaho möglich.
Der Columbia Bar ist eine veränderliche Sandbank an der Mündung des Flusses, der die Fahrt zwischen dem Fluss und dem offenen Ozean schwierig und gefährlich macht und zahlreiche Stromschnellen behindern die Schifffahrt. 1886 wurden die ersten Molen errichtet, um den Flusslauf bis ins Meer zu verlängern.
1891 wurde der Columbia River ausgebaggert, um die Schiffbarkeit zu verbessern. Die Tiefe der Fahrrinne zwischen der Mündung ins Meer und Portland sowie Vancouver wurde von 5 m auf 8 m erhöht. Die Zeitung The Columbian forderte schon 1905 eine Vertiefung auf 12 m, diese Tiefe wurde aber erst 1976 erreicht.
Die erste Schleusenanlage an den Cascades Rapids wurde 1895 errichtet, um Schiffen eine sichere Fahrt durch die Columbia River Gorge zu ermöglichen. Der Celilo Canal, mit dem die Celilo Falls umgangen werden, wurde 1915 für den Verkehr eröffnet. In der Mitte des 20. Jahrhunderts versanken die Stromschnellen in einer Reihe von Stauseen entlang des Flusses. Ein System von Schleusen ermöglicht es den Schiffen, von einem Stausee in den nächsten zu gelangen. Ein Schifffahrtskanal entlang des Columbia Rivers und dem Snake River, der die Schifffahrt bis nach Lewiston, Idaho ermöglicht, wurde 1975 fertiggestellt. Mehr als 40 % aller Weizenexporte der Vereinigten Staaten werden auf dem Columbia River verschifft.
Der Ausbruch des Mount St. Helens 1980 verursachte zahlreiche Erdrutsche, wodurch die Fahrwassertiefe des Columbia Rivers auf einem 7 km langen Abschnitt um acht Meter verringert wurde und die Wirtschaft in Portland behindert wurde.

### Vertiefung der Fahrrinne

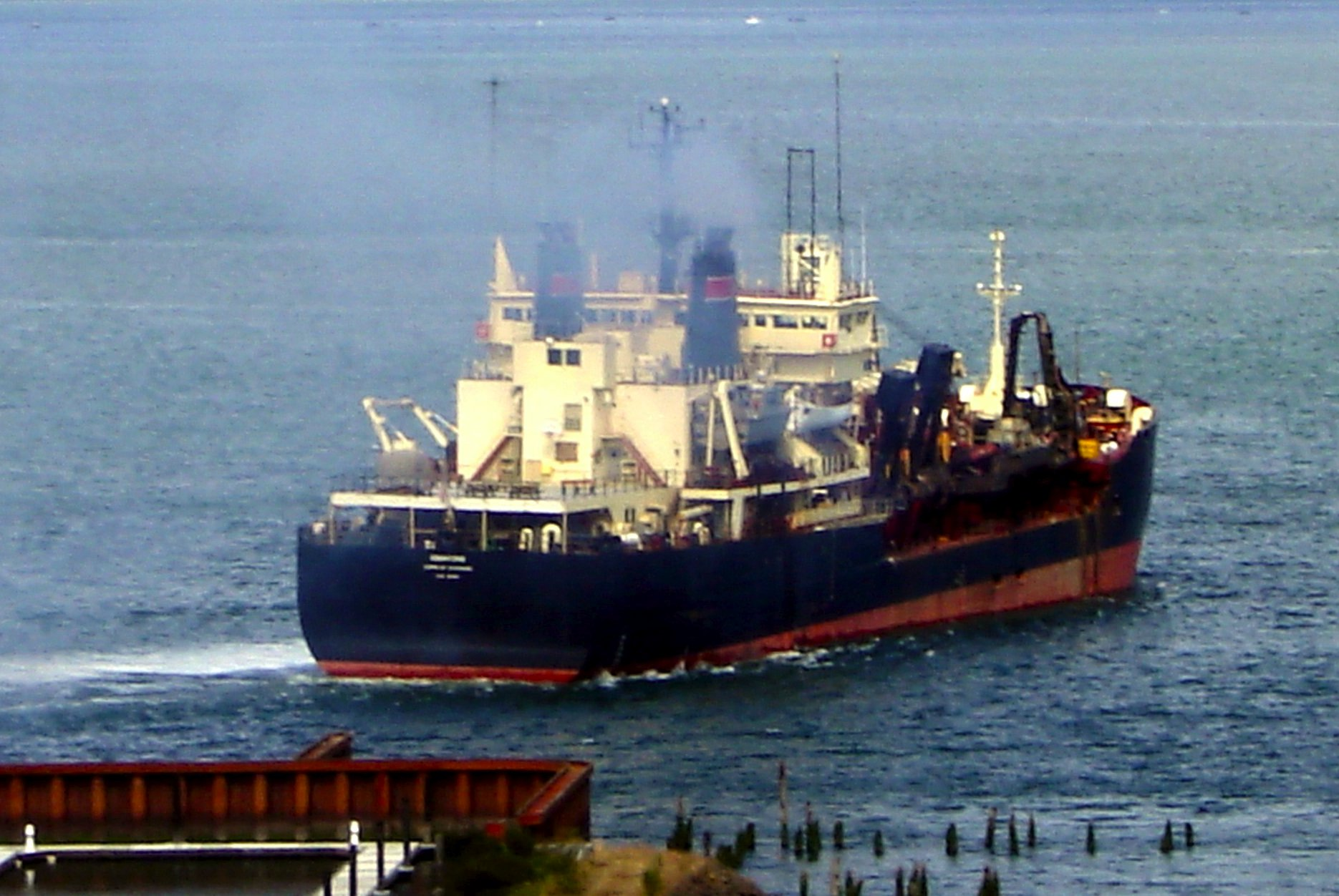
Die Essayons, ein Baggerschiff des Army Corps of Engineers.

Die Bemühungen, den Fluss für die Schifffahrt nutzbar zu machen und die Fahrrinne auszubauen, dauern bis in die Gegenwart an. 1990 wurde eine neue Runde der Untersuchungen zum Ausbaggern des Unterlaufes begonnen. Diese Pläne waren von Anfang an hinsichtlich ihrer Wirtschaftlichkeit und Umweltverträglichkeit umstritten.
1999 genehmigte der Kongress der Vereinigten Staaten die Vertiefung des Flussbettes zwischen Portland und Astoria von 40 Fuß (= 12,2 m) auf 43 Fuß (= 13,1 m), so dass große Containerschiffe und Weizenfrachter Portland und Vancouver (Washington) erreichen können.
Das Projekt sah Maßnahmen vor, um entstehenden Schaden für die Umwelt auszugleichen; für jeden Acre, der durch das Projekt zerstört wurde, musste das Army Corps of Engineers 12 Acre neues Feuchtgebiet schaffen. Das Projekt stieß dennoch auf Gegenwehr, weil dadurch giftige Ablagerungen am Grund des Flussbettes aufgewirbelt würden. Eine Klage gegen das Army Corps of Engineers wurde im August 2006 durch den United States Court of Appeals for the Ninth Circuit abgelehnt.
Die Arbeiten an dem Projekt begannen 2005. Die Kosten waren mit 150 Millionen US-Dollar veranschlagt, wovon die Bundesregierung 65 % und die Bundesstaaten Oregon und Washington jeweils 27 Millionen US-Dollar bezahlen. Den Rest brachten sechs Hafenbetriebsgesellschaften auf. Das Projekt kostete 178 Millionen US-Dollar und wurde im Oktober 2010 abgeschlossen.

## Weitere Bilder

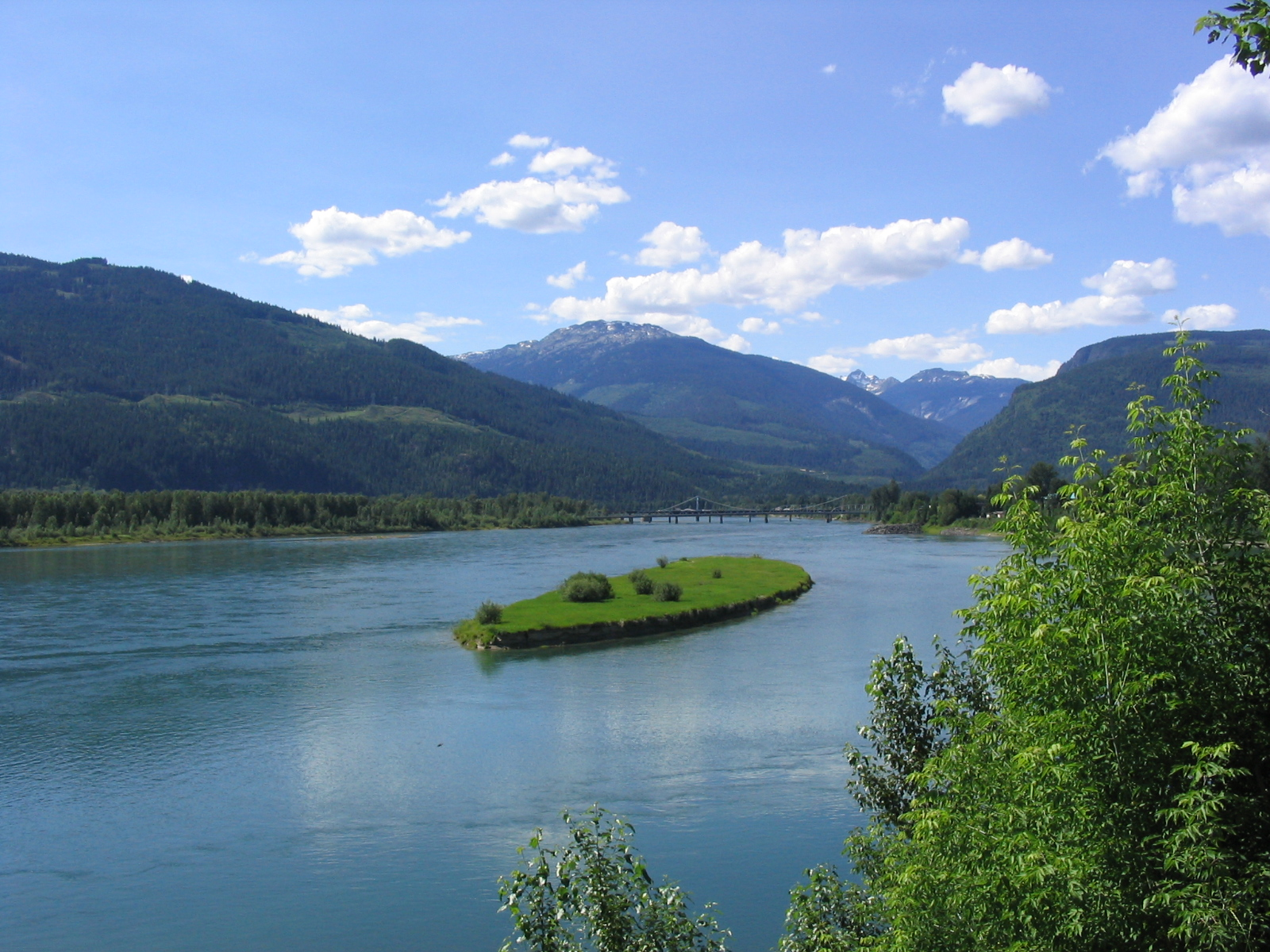
Columbia River bei Revelstoke (Kanada).
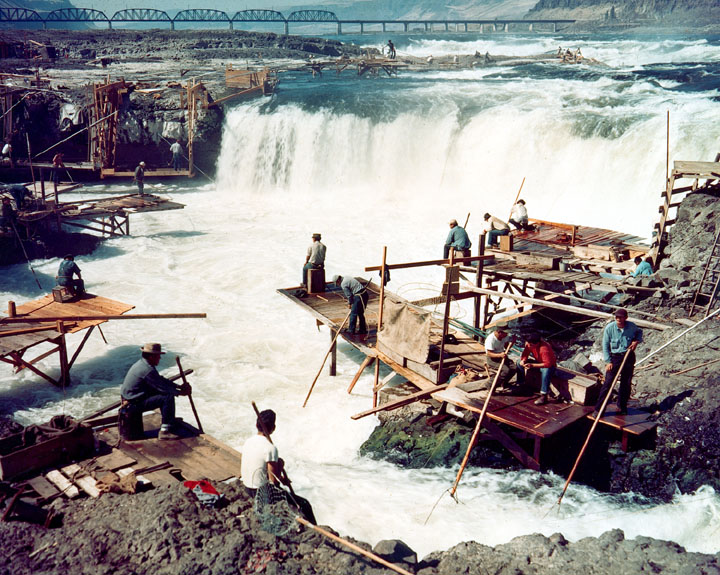
Celilo Falls, im Hintergrund die Oregon Trunk Rail Bridge
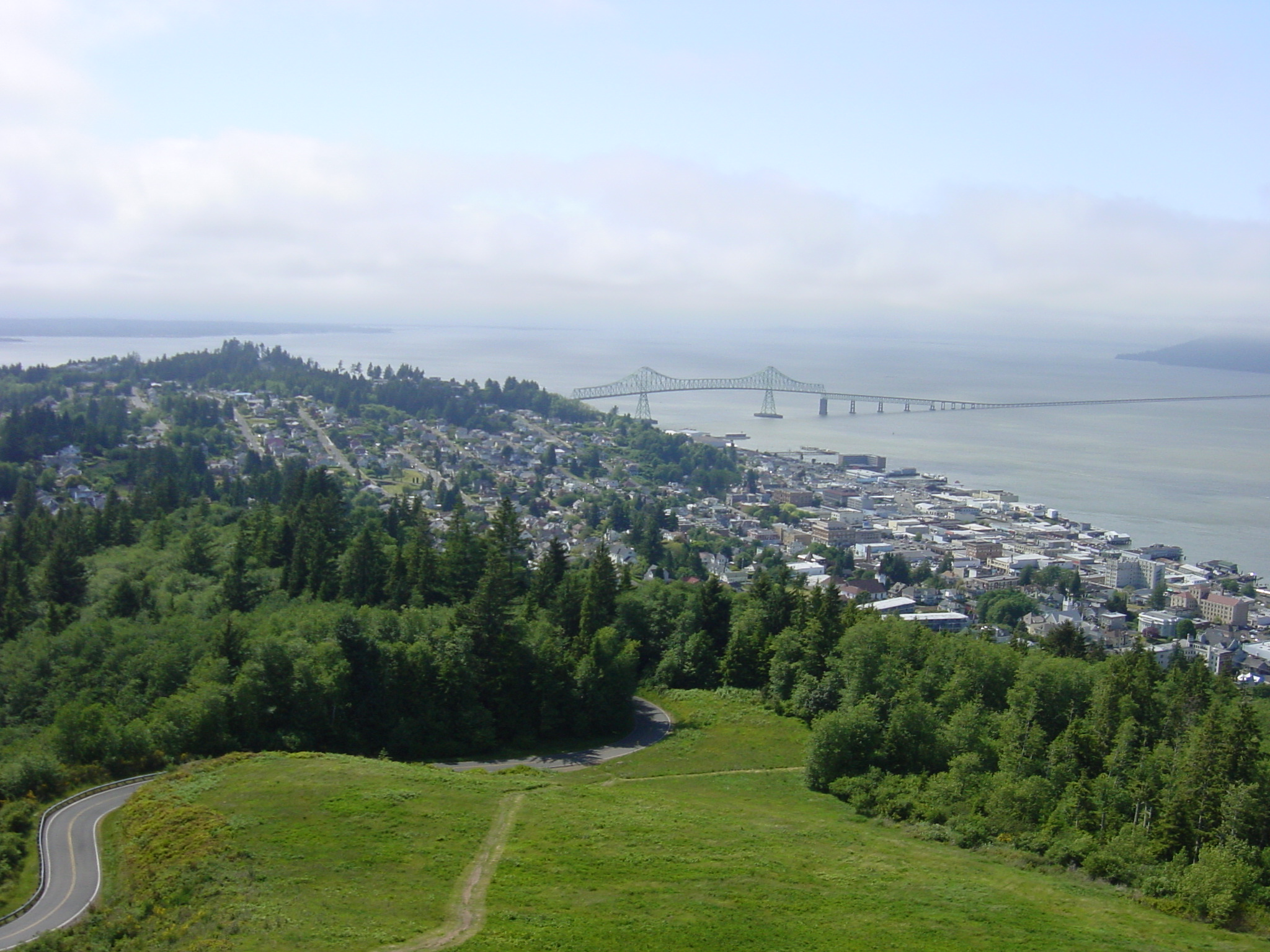
Mündung in den Pazifik bei Astoria.
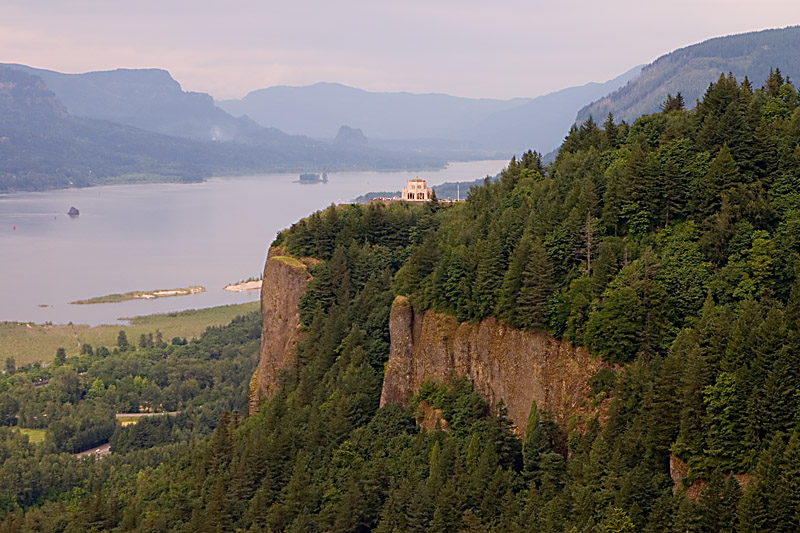
Vista House, mit Beacon Rock und Hamilton Mountain im Hintergrund.

## Benennungen
Die kanadische Provinz British Columbia, das Columbia County in Oregon und das Columbia County in Washington sind nach dem Fluss benannt.